# El motivo (canción)
«El motivo» es una canción interpretada por el cantante argentino Axel, lanzada el 29 de agosto de 2024 como Sencillo principal de su noveno álbum de estudio «Vuelve», lanzado el 16 de octubre de 2024. 

## Contenido
Esta canción nace de un momento difícil en la vida de Axel, cuando se permitió sentirse deprimido, desalentado y perdiendo el sentido de su existencia. Además, se sintió identificado con otras personas que estaban atravesando situaciones similares.
«El motivo» está compuesta por decimas en homenaje a la tradición poetica y tradicional tras cumplirse 400 años de la muerte de Vicente Espinel, sacerdote, poeta y músico español,quien innovó en la música agregando la quinta cuerda a la guitarra española y crear la decima.

## Video musical
En el video musical se lo muestra a Axel colgado  arriba de una grúa con un piano mientras gente al rededor lo observa. según el director Gonxalo Alipaz «El piano, en su momento más frágil, se transforma en el eje central de una mudanza simbólica, representando la evolución de Axel y su profunda relación con la música. La búsqueda de algo que ilumine los días grises de Buenos Aires se convierte en una metáfora de la búsqueda de inspiración musical, capturando la esencia artística de Axel».

## Historial de lanzamiento
| País   | Fecha                | Formato(s)                  | Discográfica         | Ref.  |
| ------ | -------------------- | --------------------------- | -------------------- | ----- |
| Varios | 29 de agosto de 2024 | Descarga digital, streaming | Sony Music Argentina | [ 4 ] |